# 棚橋泰
棚橋泰（たなはし やすし、1933年1月17日 - ）は、日本の官僚。

## 来歴・人物
埼玉県浦和町（現・埼玉県さいたま市浦和区出身）。日比谷高校を経て、1956年に東京大学教養学部卒業。運輸省入省。1982年に運輸省鉄道監督局国鉄部長を経て、1984年に国鉄再建統括審議官に就任。1986年6月に運輸政策局長、翌年6月に大臣官房長に就き1989年6月に退官。
1989年7月に日本鉄道建設公団副総裁、さらに1992年5月に総裁に就任し、翌年6月からJR貨物社長を務めた。航空振興財団理事長を経て、1999年から東京都参与。都参与として石原慎太郎都知事との公費での飲食費接待に対して東京地裁から返還命令が出た当時の当事者の一人であった。
実父の柴山博は内務官僚を経て、戦後は弁護士として開業した。
他に通産官僚であった棚橋祐治と「棚橋会」を結成していた。